# ウィリアム・ウォルバート
ウィリアム・ウォルバート（William Wolbert, 1883年 - 1918年12月12日）は、アメリカ合衆国の映画監督、俳優、脚本家である。ビリー・ウォルバート（Billy Wolbert）とも呼ばれた。

## 人物・来歴
1883年、アメリカ合衆国のバージニア州ピーターズバーグに生まれる。
満30歳を迎える1913年（大正2年）、バルボア・アミューズメント・プロデューシング・カンパニー（バルボア・スタジオ）で監督した、のちの映画監督ヘンリー・キングが主演するサイレントの短篇コメディ You've Got to Pay が、記録に残る最初の映画界での仕事である。1914年（大正3年）には同社が製作した同じくヘンリー・キング主演、チャールズ・ダドレー監督の短篇劇映画 The Power of Print に出演している。同年、ユニヴァーサル・フィルム・マニュファクチュアリング・カンパニー（現在のユニバーサル・ピクチャーズ）に移籍、フィリップス・スモーリー＝ロイス・ウェバー夫妻が監督・出演する短篇劇映画 The Spider and Her Web に出演する。同年、主演作「ウィリス・ウォラス」シリーズで女優ベス・メレディスとコンビを組み、メレディスの主演作「女探偵ベス」シリーズでも相手役を演じる。同年から翌1915年（大正4年）にかけては出演がつづき、監督としてのクレジットはみられない。
1916年（大正5年）にはヴァイタグラフ・カンパニー・オヴ・アメリカ（ヴァイタグラフ・スタジオ）に移籍、監督業を復活、メアリー・アンダーソン主演作を中心に短編コメディを量産する。
1918年（大正7年）前半にネル・シップマン主演の短篇映画4作を手がけた後、夏にユニヴァーサルに復帰、同社子会社のブルーバード映画で、モンロー・ソールズベリー主演の映画『悪魔バーチース』、『屍の輝き』（1919年公開）の2作を監督、同2作は日本でも公開されている。同年12月12日、カリフォルニア州ロサンゼルス市で肺炎により死去した。満34-35歳没。当時、スペインかぜがハリウッドにも猛威を振るっていたが、死因との関連は不明。

## おもなフィルモグラフィ
特筆のないものは監督作である。
- You've Got to Pay : 主演ヘンリー・キング、1913年
- The Power of Print : 監督チャールズ・ダドレー、主演ヘンリー・キング、1914年 - 出演
- All on Account of Polly : 監督不明、主演チャールズ・ダドレー、1914年 - 出演・役 Monk Thorpe, the Favored Suitor
- Abide with Me : 主演ヘンリー・キング、1914年 - 監督・出演・役 Ralph's Father, a Banker
- The Spider and Her Web : 監督フィリップス・スモーリー / ロイス・ウェバー（主演）、1914年 - 出演
- Cupid Incognito : 監督・主演ウォレス・リード、共演ドロシー・ダヴェンポート、1914年 - 出演
- The Skeleton : 監督・主演ウォレス・リード、共演ドロシー・ダヴェンポート、1914年 - 出演
- The Quack : 監督・主演ウォレス・リード、共演ドロシー・ダヴェンポート、1914年 - 出演
- The Siren : 監督・主演ウォレス・リード、共演ドロシー・ダヴェンポート、1914年 - 出演
- The Fascinating Eye : 監督アレン・カーティス、主演ベス・メレディス、1914年 - 出演（共演）
- Willy Walrus and the Baby : 監督アレン・カーティス、共演ベス・メレディス、1914年 - 主演・役 Willy Walrus
- Passing of the Beast : 監督・主演ウォレス・リード、共演ドロシー・ダヴェンポート、1914年 - 出演
- Love's Western Flight : 監督・主演ウォレス・リード、共演ドロシー・ダヴェンポート、1914年 - 出演
- Bess the Detectress in the Old Mill at Midnight : 監督アレン・カーティス、主演ベス・メレディス、1914年 - 出演（共演）
- Willy Walrus, Detective : 監督アレン・カーティス、共演ベス・メレディス、1914年 - 原作・主演・役 Willy Walrus
- The Den of Thieves : 監督・主演ウォレス・リード、共演ドロシー・ダヴェンポート、1914年 - 出演
- Bess the Detectress in Tick, Tick, Tick : 監督アレン・カーティス、主演ベス・メレディス、1914年 - 出演（共演）
- Bess the Detectress in the Dog Watch : 監督アレン・カーティス、主演ベス・メレディス、1914年 - 出演（共演）
- Nerve : 監督不明、主演ヘンリー・キング、1914年 - 出演
- Willy Walrus and the Awful Confession : 監督アレン・カーティス、共演ベス・メレディス、1914年 - 主演・役 Willy Walrus
- 『馬車屋』（別題『不運な馬車』） The Fatal Hansom : 共演フィリス・アレン、1914年 - 監督・脚本・主演
- An Eye for an Eye : 監督・出演ウィリアム・デズモンド・テイラー、主演ネヴァ・ガーバー、1915年 - 出演・役 Robert Duncan
- Treasure Seekers : 監督不明、1915年 - 主演
- Flirtatious Lizzie : 監督不明、主演エセル・ティア、1915年 - 出演・役 Strongarm Will
- Desperate Dud, the Plumber : 監督不明、主演チャールズ・ダドレー、1915年 - 出演・役 Handsome Dick - the Plumber's Assistant
- Willie Whipple's Dream : 監督不明、共演マータ・スターリング、1915年 - 主演・役 Willie Whipple
- The Actress and the Cheese Hound : 監督不明、共演エセル・ティア、1915年 - 主演・役 Frightful Fogarty - the Gentleman Crook
- The Burned Hand : 監督トッド・ブラウニング、1915年 - 出演・役 Billy's Friend
- The Tomboy : 主演ヘンリー・キング、1915年
- The Wanderers : 主演ウィリアム・ダンカン、1916年
- La paloma : 主演メアリー・アンダーソン、1916年
- A Squared Account : 主演ジョージ・カンケル、1916年
- 『ポルチシの唖娘』 The Dumb Girl of Portici : 監督フィリップス・スモーリー / ロイス・ウェバー、主演アンナ・パヴロワ、1916年 - 出演・役 Pietro
- Her Partner : 主演メアリー・アンダーソン、1916年
- Sin's Penalty : 主演メアリー・アンダーソン、1916年
- Some Chicken : 監督デイヴィッド・スミス、主演メアリー・アンダーソン、1916年 - 脚本
- Miss Adventure : 主演メアリー・アンダーソン、1916年 - 監督・脚本
- The Cost of High Living : 主演ウィリアム・ダンカン、1916年
- Ashes : 主演コリンヌ・グリフィス、1916年
- Curfew at Simpton Center : 主演オットー・レデラー、1916年
- When It Rains, It Pours! : 主演メアリー・アンダーソン、1916年
- The Waters of Lethe : 主演ジャック・モワー、1916年
- The Race for Life : 主演メアリー・アンダーソン、1916年 - 監督・脚本
- A Fool and His Friend : 主演ウェブスター・キャンベル、1916年
- 『最後の勇士』 The Last Man : 主演ウィリアム・ダンカン、1916年
- The Game That Failed : 主演メアリー・アンダーソン、1916年
- The Fasters : 主演不明、1916年
- Pep's Legacy : 主演不明、1916年
- Billy Smoke : 主演不明、1917年
- Money Magic : 主演アントニオ・モレーノ、1917年
- Aladdin from Broadway : 主演エディス・ストーレイ、1917年
- Captain of the Gray Horse Troop : 主演アントニオ・モレーノ、1917年
- The Magnificent Meddler : 主演アントニオ・モレーノ、1917年
- By Right of Possession : 主演メアリー・アンダーソン、1917年
- The Divorcee : 主演メアリー・アンダーソン、1917年
- Sunlight's Last Raid : 主演メアリー・アンダーソン、1917年
- 『神の怒り』 The Flaming Omen : 主演ゲイン・ホイットマン、1917年
- When Men Are Tempted : 主演メアリー・アンダーソン、1917年
- The Wild Strain : 主演ネル・シップマン、1918年
- Cavanaugh of the Forest Rangers : 主演ネル・シップマン、1918年
- The Home Trail : 主演ネル・シップマン、1918年
- The Girl from Beyond : 主演ネル・シップマン、1918年
- 『悪魔バーチース』 That Devil, Bateese : 主演モンロー・ソールズベリー、1918年
- 『屍の輝き』 The Light of Victory : 主演モンロー・ソールズベリー、1919年

## 関連事項
- ヴァイタグラフ・スタジオ　（en:Vitagraph Studios）

## 註
1. 1 2 3 4 5 6 7 8 9 10 11 12 13  William Wolbert, Internet Movie Database （英語）, 2010年5月17日閲覧。
2. ↑  『ブルーバード映画の記録』 : 製作・著・発行山中十志雄・塚田嘉信、1984年4月、p.60-63.